# Salbatzaile Dantza Taldea
Salbatzaile Dantza Taldea (Grupo de Danza del Salvador, en castellano) es un grupo de danzas español del barrio de Castaños de Bilbao que nació en 1978 como respuesta a un vacío cultural y social del momento.
Desde sus comienzos hasta la actualidad el grupo de danzas ha tenido como fin fomentar el conocimiento del folklore vasco entre la gente, dando también de esta manera nuevas alternativas tanto para niños, jóvenes y adultos. De la misma manera quiere dar a conocer a la gente su historia y la labor social que sigue desempeñando en pro de la cultura vasca. 
Actualmente y como se viene haciendo durante todos los años, en los locales del grupo de danzas se enseña diariamente a bailar a diferentes grupos de niños, jóvenes y adultos, también se imparten clases de instrumentos autóctonos y actualmente cuenta con una fanfarria, banda de gaiteros, txistularis y trikitrilaris.
Hoy en día el grupo está compuesto por 400 personas de edades comprendidas entre los 5 y 65 años de edad.
Los cursillos populares que organiza acuden además unas 120 personas a aprender danzas del País Vasco y Navarra.

## Historia
El grupo Salbatzaile Dantza Taldea ofreció su primera actuación durante las fiestas del barrio en 1978. Fundado por Begoña Arroyo Aldekoa, desde su comienzo, su objetivo ha sido fomentar el conocimiento del folklore y cultura vasca y navarra, a través de las danzas y la música.
El grupo comenzó ensayando media hora a la semana en un local dejado por la parroquia el Salvador (de ahí el nombre). En 1981 el local se trasladó a la parte superior del antiguo lavadero de Castaños, más tarde Mercadillo y desde 2009 centro cívico, cedido por el ayuntamiento. Cuando comenzaron las obras de rehabilitación del edificio, se pasó a realizar los ensayos en una lonja de la calle Epalza, y hoy en día comparte un local municipal al final de la calle Castaños.
Actualmente, en los locales del grupo de danzas se enseña diariamente a bailar a diferentes grupos de niños/as, jóvenes y personas adultas, también se imparten clases de instrumentos autóctonos, además de contar con una fanfarria, banda de gaitas, txistularis y trikitrilaris. En torno al grupo también se ha formado Let Hotzak (grupo que ofrece desde la primera Euskal Jaia la primera verbena), Kastaños Kantari, Pasamaneria (grupo costura y creación elementos) y Joaldunak, sin olvidar todas las y los monitores y las personas que colaboran en diferentes actividades. En total participan más de 400 personas.
Salbatzaile Dantza Taldea se autofinancia a través de las cuotas de las niñas y niños que acuden a aprender y las actuaciones en bodas y actos especiales. Su más preciado tesoro es la colaboración desinteresada de sus integrantes, a la hora de dar clases de dantza o participar en los trabajos de organización de actividades.
Salbatzaile además de ofrecer actuaciones en el barrio, Semana Grande, Dantzari Eguna, en Urepel,.. También participa en otras iniciativas, como la organización de Carnavales de diferentes lugares del País Vasco y Navarra, en el aurresku de honor del Red Bull Cliff Diving en Bilbao, romerías en la plaza Santiago o con la comparsa de los Gigantes y Cabezudos en Semana Grande de Bilbao.
En 2018 para celebrar el 40 aniversario del grupo, Salbatzaile Dantza Taldea organizó la Maskarada de Soule en la que participaron 200 personas entre dantzaris, músicos, personas colaborando en costura, en la elaboración de materiales, gestiones con las instituciones, infraestructuras… Además, también participaron diferentes entidades con una estrecha relación con Salbatzaile Dantza Taldea como: Gaztedi Dantzari Taldea, Uribarri Konpartsa, Auzoa Berritzen o asociaciones de los barrios de Castaños, Matico y Uríbarri.
El 29 de junio de 2023, participó en la presentación oficial de equipos del Tour de Francia 2023 que se celebró en las inmediaciones del Museo Guggenheim Bilbao dos días antes de la primera etapa, con dantzaris del grupo y una actuación de Kaixarranka sobre la Pasarela Pedro Arrupe.

## Actividades
Dentro de las múltiples actividades que organiza este grupo podemos mencionar entre otras: actuaciones de música y danzas vascas, (celebración de fiestas, carnavales, semanas culturales, semana del euskara, bodas, romerías en diferentes municipios de Vizcaya, Fiestas de Bilbao, fin de año y Olentzero en el barrio de Castaños…),cursos para todas las edades e iniciación para adultos y Romerías Populares.
Junto a dichas actividades, lleva 14 años organizando la Euskal Jaia; celebra con el vecindario el Olentzero y brindis de Nochevieja y organiza concursos fotográficos para impulsar el tejido social, además de publicar un calendario con fotos del barrio y de los citados concursos. También participó en la celebración del centenario del Funicular de Archanda en 2015 y colocó pantallas para ver las últimas finales del Athletic Club. De la misma manera, el grupo participa en numerosas iniciativas que se organizan a nivel de barrio y del País Vasco (Korrika, Uribarri Eguna, Euskaraldia…), en colaboración con otras entidades del entorno (Uribarri Auzolan, Tanttaka, Auzoa Berritzen...). 
Salbatzaile Dantza Taldea, con el paso de los años, se ha convertido en mucho más que un grupo de danzas, haciendo suya la frase: “Dantzatzen duen auzoa ez da inoiz hilko” (El barrio que baila no morirá nunca).

## Gigantes y cabezudos
Durante todo el año 2023, la gente de Castaños se puso manos a la obra y sacaron el primer gigante hecho por la gente del barrio: Marikastaña.

### Marikastaña

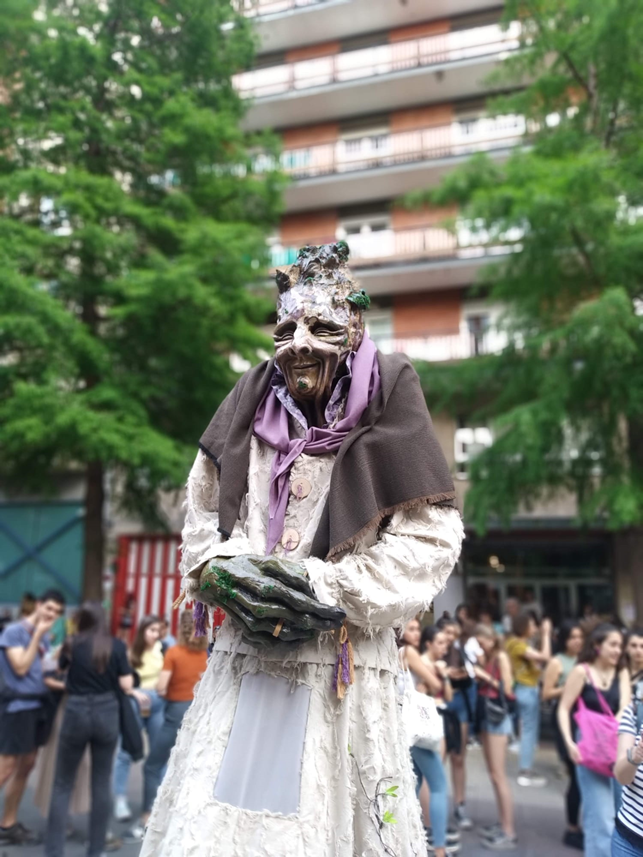
Marikastaña

El personaje está inspirado en un lado en la mitología y la Diosa Mari. Es un personaje clave en la mitología de esa región y que de una manera u otra se viene recogiendo en los símbolos actuales incluso, como puede ser Marijaia y que es la representación de la naturaleza en sí misma, y se piensa en una fusión con los castaños que había en su momento antes de existir la asociación y que da nombre a la calle y al barrio y así se crea un mezcla entre una abuelita, un castaño y Mari, creando a Marikastaña. 
Es una representación de esas abuelitas buenas (Amona) que contaban cuentos a sus nietos y nietas y es la que cuenta las viejas historias del barrio, de cómo todo el barrio era naturaleza viva, como era la rueda volante que cogía agua de la ría y las echaba en las huertas de la villa y un poco más allá estaban los castaños y más al fondo el camino de mulas por donde pasaban las mulas cargadas de tomates y castañas para llevarlas al mercado, la que nos contaba que la calle Tívoli se llamaba así porque había un montón de manantiales que recordaban a las fuentes de Tívoli en Italia, y un montón de historias que saben la gente muy mayor. La abuela que contaba historias y cuentos cuando se era pequeño.
Esta abuelita mitad ser mitológico y mitad castaño alberga la vida y que ha tenido que mimetizarse con los árboles que hay ahora en el Campo Volantín, ya que una vez que desaparecieron los castaños y en su lugar aparecieron los “platanos de sombra”. Marikastaña se tuvo que mimetizar y por eso lleva los colores de esos árboles del Campo Volantín por todo su cuerpo para que no la descubran, en sus manos están las raíces que se esconden en el suelo, y ya lleva cientos de años entre nosotros, ya tiene "chepita" y los hombros hacia delante para estar más cerca de los niños a los que contar la historia de castaños, de Bilbao y de la naturaleza que el cemento apenas deja resurgir.

## Carnavales
Cada año, desde 1991, Salbatzaile Dantza Taldea representa un carnaval diferente en la que suelen participar la gran mayoría de miembros del grupo, así como los habitantes del barrio de Castaños.
| Año  | Carnaval                              | Lugar de origen                       |
| ---- | ------------------------------------- | ------------------------------------- |
| 2014 | Labort                                | Labort                                |
| 2015 | Baja Navarra                          | Baja Navarra                          |
| 2016 | Lanz                                  | Lanz, Navarra                         |
| 2016 | Sorgin Dantza                         | Lasarte-Oria, Guipúzcoa               |
| 2016 | Atorrak eta Lamiak                    | Mundaca, Vizcaya                      |
| 2017 | Lanz                                  | Lanz, Navarra                         |
| 2017 | Sorgin Dantza                         | Lasarte-Oria, Guipúzcoa               |
| 2017 | Atorrak eta Lamiak                    | Mundaca, Vizcaya                      |
| 2018 | Labort                                | Labort                                |
| 2019 | Atorrak eta Lamiak                    | Mundaka, Vizcaya                      |
| 2019 | Labort                                | Labort                                |
| 2020 | Baja Navarra                          | Baja Navarra                          |
| 2020 | Zaku Zaharrak                         | Lesaca, Navarra                       |
| 2021 | Cancelado por la Pandemia de Covid-19 | Cancelado por la Pandemia de Covid-19 |
| 2022 | Cancelado por la Pandemia de Covid-19 | Cancelado por la Pandemia de Covid-19 |
| 2023 | Sorgin Dantza                         | Lasarte-Oria, Guipúzcoa               |
| 2023 | Momotxorroak                          | Altsasu, Navarra                      |
| 2023 | Labort                                | Labort                                |

## Danzas
Salbatzaile Dantza Taldea ha trabajado y representado los siguientes bailes durante sus más de 40 años de existencia:
Vizcaya:
- Dantzari Dantza (Yurreta)
- Atorrak eta Lamiak (Mundaca)
- Ibarzabalgo Arku Dantza (Marquina-Jeméin)
- Kaixarranka (Lequeitio)
- Lanestosako Arku Dantza (Lanestosa)
- Lekeitioko Andreen Aurreskua (Lequeitio)
- Mahai-Gaineko (Mendeja)
- Xemeingo Ezpata Dantza (Marquina-Jeméin)
- Bizkaiko Arku eta Zinta Dantza
- Golurariak eta Domingilloen dantza

Álava:
- Eltziegoko Dantzak (Elciego)
- Guardiako Jota (Laguardia)
- Paloteados de Villabuena (Villabuena de Álava)
- Lekorako katea
- Txakolin
- Txulalai

Guipúzcoa:
- Korpus-dantzak (Oñate)
- Sorgin Dantza (Lasarte-Oria)
- Tolosako ezpata dantza (Tolosa)
- Zumarragako ezpata dantza (Zumárraga)
- Gipuzkoako Pordon Dantzak

Navarra:
- Arantzako neskatxa dantza (Aranaz)
- Arizkungo Sagar Dantza (Arizcun)
- Baztango mutildantzak (Baztán)
- Baztango eskudantza (Baztán)
- Lantzeko inauteria (Lanz)
- Lesakako Ezpata Dantza (Lesaca)
- Lesakako Zaku zaharrak (Lesaca)
- Marzillako arku dantza (Marcilla)
- Neska dantza (Jaurrieta)
- Olagueko Esku Dantza (Olagüe)

Baja Navarra:
- Behenafarroako Inauteriak
- Jauziak

Labort:
- Lapurdiko Inauteriak
- Kaskarot
- Mutxikoak

Soule:
- Maskarada

## Distinciones
- Pacesita (Fundación Cultural "México, Orgullo y Tradición", 2020)